# Monsonia transvaalensis
Monsonia transvaalensis är en näveväxtart som beskrevs av Paul Erich Otto Wilhelm Knuth. Monsonia transvaalensis ingår i släktet hottentottnävor, och familjen näveväxter. Inga underarter finns listade i Catalogue of Life.